# Ватфарм
ТОВ «Ватфарм» — підприємство фармацевтичної промисловості, розташоване в місті Черкаси, зайняте в галузі виробництва медичної вати та перев'язувальних матеріалів.

## Історія
Підприємство засноване у 1965 році як Черкаська фабрика гігровати. З часу заснування було найпотужнішим в СРСР виробником і єдиним підприємством в Україні з повним циклом виробництва серед підприємств галузі. У жовтні 2011 року була введена в експлуатацію нова лінія по випуску  вати, укомплектована обладнанням провідних світових виробників «LINKS», «RITTER». ТОВ «Ватфарм» є єдиним  в Україні виробником медичної вати за європейськими стандартам якості, споживчими властивостями, зовнішнім виглядом і надійністю упаковки. У 2012 році підприємство впроваджує міжнародну систему управління якістю згідно вимогам ISO 13485:2003. Нині підприємство випускає продукцію під торговою маркою «Мальва».